# Francisco Cortés Ojea
Francisco Cortés Ojea, a vegades escrit Hojea o Ojeda, va ser un mariner i explorador espanyol del segle xvi que va participar en les primeres expedicions enviades des de la Capitania General de Xile a l'estret de Magallanes. Es desconeix la seva data de naixement i lloc, així com de la seva mort.
Sí que se sap que va participar el 1553 com a cosmògraf de l'expedició del mariscal Francisco de Ulloa enviada pel governador de Xile per inspeccionar la costa sud del país i l'estret de Magallanes i que el 1557 va tenir el comandament de la nau San Sebastián en l'expedició enviada pel governador García Hurtado de Mendoza sota les ordres del capità Juan Ladrillero.

## Antecedents
El 29 de maig de 1555 la princesa regent d'Espanya havia estès una reial cèdula ordenant al governador de Xile que en arribar al seu destí fes reconèixer les terres de l'altra part de l'estret de Magallanes, ja que esperava trobar-hi una regió abundant en espècies i altres valuosos recursos semblants als que obtenien els portuguesos de les Índies Orientals.

## Expedició del mariscal Francisco d'Ulloa
El 1552 don Pedro de Valdivia, governador de Xile, va decidir enviar una expedició composta per dues naus de 50 tones cadascuna a càrrec del mariscal Francisco de Ulloa i Ojea com a cosmògraf, per explorar la costa sud del país, inclòs l'estret de Magallanes.
L'expedició va salpar del port de Valdivia (Xile) a finals d'octubre de 1553 tot resseguint la costa occidental de Chiloé i de l'arxipèlag dels Chonos. Van continuar per l'occident dels canals patagons tot fondejant el 5 gener de 1554 en una badia a la qual posaren el nom de San Simeón o San Francisco. Des d'allà van continuar cap al sud endinsant-se a l'Estret unes 90 milles. Degut a trobar-se l'estiu força avançat i la manca de queviures, Ulloa va decidir tornar al nord per fondejar a Valdivia a mitjans de febrer de 1554.

## Expedició del capità Juan Ladrillero
El 1557 el nou governador de Xile, don García Hurtado de Mendoza, va ordenar armar una expedició, que va posar sota el comandament de Juan Ladrillero. Es van noliejar dues naus tripulades per 60 homes. La San Luis, comandada pel mateix Ladrillero, i la San Sebastián, sota el comandament de Francisco Cortés Ojea.
Les naus van salpar de Valdivia (Xile) el 17 novembre de 1557 i després de vuit dies de navegació van arribar a una badia que van anomenar Nuestra Señora del Valle, probablement a l'entrada del canal Fallos. Aquí van tenir el primer contacte amb els indígenes de la regió, els kawésqar, i Ladrillero en va embarcar un perquè li fes d'intèrpret durant la resta del viatge. Reprengueren la navegació el 6 de desembre i el 9 del mateix mes, després d'un fort temporal, les naus es van separar per no tornar a trobar-se.
Ojea, amb la San Sebastián, va recórrer els canals i les illes que conformen els actuals arxipèlags Madre de Dios, Mornington i Reina Adelaida. Escàs de queviures, ja que la majoria de les provisions es trobaven a la nau de Ladrillero va arribar fins a la boca de l'estret però no el va reconèixer, de manera que el 23 gener de 1558, després d'una reunió amb la tripulació, va decidir tornar cap al nord. Havien arribat fins a la latitud 52,5° sud i no havien trobat l'entrada a l'Estret. El 27 de gener van salpar rumb al nord tot seguint la costa i trobant nombrosos perills per culpa del mal temps.
La San Sebastián estava en molt males condicions, feia aigua per tot arreu i el seu velam era gairebé inservible. Finalment el 15 de febrer un temporal la va dur a una caleta arrecerada, que es creu estava en una de les illes a occident de l'illa Wellington.
Sense dubtar-ho Ojea va començar a construir un bergantí amb el qual poder continuar la navegació cap al nord. Desarmaren la San Sebastián aprofitant les fustes i claus, alhora que talaren arbres dels boscos per fer nous mastelers. Durant l'estada van ser atacats pels kawésqar, als quals van mantenir allunyats amb l'ús dels arcabussos. Després de dos mesos de treball la nau estava llesta per salpar però hagueren d'esperar fins al 25 de juliol de 1558 per fer-se a la mar, ja que les condicions del mar no eren favorables.
Navegant a vela i a rems i aturant-se de nit per descansar, a finals de setembre arribaren al nord de l'arxipèlag de Chiloé. Sense provisions, es van trobar amb indígenes que els proporcionaren provisions amb les quals que van poder arribar fins a Valdivia l'1 d'octubre de 1558.
El retorn d'Ojea va causar molt mala impressió entre els conqueridors, ja que no sabien res de Ladrillero. Per haver arribat a la latitud en què hauria d'estar la boca occidental de l'Estret, sense trobar-la, es va arribar a creure que un cataclisme havia tapat l'entrada. Aquesta suposició va tenir gran circulació entre la població durant un temps, i fins i tot el poeta Alonso de Ercilla ho recull en el primer cant de La Araucana.